# Montagnat
Montagnat är en kommun i departementet Ain i regionen Auvergne-Rhône-Alpes i östra Frankrike. Kommunen ligger  i kantonen Péronnas som ligger i arrondissementet Bourg-en-Bresse. Kommunens areal är 13,75 km². År 2022 hade Montagnat 2 164 invånare.

## Befolkningsutveckling
Antalet invånare i kommunen Montagnat
Referens: INSEE